# Анаєво
Ана́єво (рос. Анаево, ерз. Анаю) — село у складі Зубово-Полянського району Мордовії, Росія. Адміністративний центр Анаєвського сільського поселення.
Населення — 367 осіб (2010; 509 у 2002).
Національний склад (станом на 2002 рік):
- мордва — 94 %